# Sűrűlé
A sűrűlé a cukorgyártás köztes terméke, amelyet a hígléből bepárlással állítanak elő. A bepárlás során a híglét a telítettnél valamivel kisebb szárazanyag-tartalomig sűrítik, amelyből utána ki lehet kristályosítani a cukrot. Optimális esetben a sűrűlé szárazanyag tartalma 65 Bx°.
Tisztasági hányadosa, azaz a cukor aránya az oldat szárazanyagtartalmához viszonyítva kb. 90–94%, tehát közel azonos a hígléével. A bepárlás a lúgosság csökkenését eredményezi. Optimális esetben a sűrűlé pH-értéke 7,5–8,5 között van; az ennél magasabb pH-érték a cukorfőzés időtartamának elhúzódását eredményezi, ami pedig cukorbomlással jár. A 7 alatti pH-érték esetében a főzés során inverzió, azaz invertcukor keletkezése következik be, ami szintén cukorbomlást eredményez.